# Raj (album The Pau)
Raj – drugi album polskiej artystki punkrockowej The Pau, wydany 18 października 2019 przez Mystic Production.

## Lista utworów
1. Wojna
2. Gotham
3. Nierewolucja
4. Bezwład
5. Martwi
6. Żmije
7. Polska
8. Raj
9. Koty

## Nagrody i wyróżnienia
- 2019: «Najlepsze polskie płyty 2019 roku» wg tygodnika Polityka: 6. miejsce[2]